# Кащенкове
Ка́щенкове —  село в Україні, у Кролевецькій міській громаді Конотопського району Сумської області. Населення становить 2 осіб. До 2020 орган місцевого самоврядування — Мутинська сільська рада.

## Населення

### Мова
Розподіл населення за рідною мовою за даними :
| Мова       | Кількість | Відсоток |
| ---------- | --------- | -------- |
| українська | 1         | 50%      |
| російська  | 1         | 50%      |

## Географія
Село Кащенкове знаходиться на відстані 7,5 км від міста Кролевець по автомобільній дорозі Т 1907. На відстані 1 км розташовані села Хоменкове, Отрохове і Кубахове.

## Історія
12 червня 2020 року, відповідно до розпорядження Кабінету Міністрів України № 723-р «Про визначення адміністративних центрів та затвердження територій територіальних громад Сумської області», село увійшло до складу Кролевецької міської громади.
19 липня 2020 року, в результаті адміністративно-територіальної реформи та ліквідації Кролевецького району, увійшло до складу новоутвореного Конотопського району.

## Символіка
На гербі зображено срібний горщик з кашею і золота ложка. Каша символізує назву села (герб є промовистим).